# چرون، استان روسه
چرون (به بلغاری: Cherven) روستایی در بلغارستان است. چرون ۳۰۲ نفر جمعیت دارد.